# معدن سنگ پوزه بانش
معدن سنگ پوزه بانش مربوط به دوره هخامنشی است و در شهرستان بیضا، بخش بیضا، دهستان بانش، ۱/۵ کیلومتری جنوب غربی روستای بانش واقع شده و این اثر در تاریخ ۳۰ بهمن ۱۳۸۶ با شمارهٔ ثبت ۲۰۹۶۶ به‌عنوان یکی از آثار ملی ایران به ثبت رسیده است.